# Louis Bobé
Louis Theodor Alfred Bobé, född 21 april 1867, död 28 juli 1951, var en dansk historiker.
Bobé blev filosofie doktor 1910 med ett arbete om Frederikke Brun og hennes Kreds. Han blev kunglig ordenshistoriograf 1921. 
Bobé utgav ett stort antal kulturhistoriskt och personhistoriskt värdefulla arbeten som Efterladte Papirer fra den Reventlowske Familiekreds (9 band, 1895–1922), Slægten Ahlefeldts Historie (6 band, 1897–1912) och Fra Renaissance til Empire (1916) med flera.

## Utmärkelser
- Riddare av Dannebrogorden,  1910[3]
- Dannebrogsmännens hederstecken,  1922[3]
- Kommendör av Dannebrogorden,  1933[3]
- Kommendör av första graden av Dannebrogorden,  1937[3]

[Redigera Wikidata]